# Final do Grand Prix de Patinação Artística no Gelo de 2014–15
A Final do Grand Prix de Patinação Artística no Gelo de 2014–15 foi a vigésima edição da competição, um evento anual de patinação artística no gelo organizado pela União Internacional de Patinação (em inglês:  International Skating Union), e o evento final do Grand Prix de 2014–15. Os patinadores se qualificaram para essa competição através de outras seis competições: Trophée Éric Bompard, NHK Trophy, Rostelecom Cup, Cup of China, Skate America e Skate Canada International. O evento júnior é disputado ao mesmo tempo do sênior. A competição foi disputada entre os dias 11 de dezembro e 14 de dezembro de 2014, na cidade de Barcelona, Espanha.

## Eventos
- Individual masculino
- Individual feminino
- Duplas
- Dança no gelo

## Medalhistas
| Evento                        | Ouro                                        | Prata                                       | Bronze                                           |
| Sênior                        |                                             |                                             |                                                  |
| Individual masculino detalhes | Yuzuru Hanyu · Japão                        | Javier Fernández · Espanha                  | Sergei Voronov · Rússia                          |
| Individual feminino detalhes  | Elizaveta Tuktamysheva · Rússia             | Elena Radionova · Rússia                    | Ashley Wagner · Estados Unidos                   |
| Duplas detalhes               | Meagan Duhamel · Eric Radford · Canadá      | Ksenia Stolbova · Fedor Klimov · Rússia     | Sui Wenjing · Han Cong · China                   |
| Dança no gelo detalhes        | Kaitlyn Weaver · Andrew Poje · Canadá       | Madison Chock · Evan Bates · Estados Unidos | Gabriella Papadakis · Guillaume Cizeron · França |
| Júnior                        |                                             |                                             |                                                  |
| Individual masculino detalhes | Shoma Uno · Japão                           | Sota Yamamoto · Japão                       | Alexander Petrov · Rússia                        |
| Individual feminino detalhes  | Evgenia Medvedeva · Rússia                  | Serafima Sakhanovich · Rússia               | Wakaba Higuchi · Japão                           |
| Duplas detalhes               | Julianne Séguin · Charlie Bilodeau · Canadá | Lina Fedorova · Maxim Miroshkin · Rússia    | Maria Vigalova · Egor Zakroev · Rússia           |
| Dança no gelo detalhes        | Anna Yanovskaya · Sergey Mozgov · Rússia    | Alla Loboda · Pavel Drozd · Rússia          | Betina Popova · Yuri Vlasenko · Rússia           |

## Classificados
Sênior
|             | Masculino        | Feminino               | Duplas                              | Dança no gelo                           |
| ----------- | ---------------- | ---------------------- | ----------------------------------- | --------------------------------------- |
| 1           | Maxim Kovtun     | Elena Radionova        | Ksenia Stolbova / Fedor Klimov      | Madison Chock / Evan Bates              |
| 2           | Javier Fernández | Elizaveta Tuktamysheva | Meagan Duhamel / Eric Radford       | Kaitlyn Weaver / Andrew Poje            |
| 3           | Tatsuki Machida  | Anna Pogorilaya        | Yuko Kavaguti / Alexander Smirnov   | Gabriella Papadakis / Guillaume Cizeron |
| 4           | Takahito Mura    | Gracie Gold            | Peng Cheng / Zhang Hao              | Maia Shibutani / Alex Shibutani         |
| 5           | Sergei Voronov   | Yulia Lipnitskaya      | Sui Wenjing / Han Cong              | Piper Gilles / Paul Poirier             |
| 6           | Yuzuru Hanyu     | Ashley Wagner          | Yu Xiaoyu / Jin Yang                | Elena Ilinykh / Ruslan Zhiganshin       |
| Substitutos |                  |                        |                                     |                                         |
| 1º          | Jason Brown      | Rika Hongo             | Evgenia Tarasova / Vladimir Morozov | Ksenia Monko / Kirill Khaliavin         |
| 2º          | Denis Ten        | Satoko Miyahara        | Haven Denney / Brandon Frazier      | Madison Hubbell / Zachary Donahue       |
| 3º          | Nam Nguyen       | Kanako Murakami        | Wang Xuehan / Wang Lei              | Penny Coomes / Nicholas Buckland        |

Júnior
|             | Masculino         | Feminino              | Duplas                                | Dança no gelo                       |
| ----------- | ----------------- | --------------------- | ------------------------------------- | ----------------------------------- |
| 1           | Jin Boyang        | Serafima Sakhanovich  | Julianne Séguin / Charlie Bilodeau    | Anna Yanovskaya / Sergey Mozgov     |
| 2           | Shoma Uno         | Evgenia Medvedeva     | Maria Vigalova / Egor Zakroev         | Betina Popova / Yuri Vlasenko       |
| 3           | Alexander Petrov  | Wakaba Higuchi        | Lina Fedorova / Maxim Miroshkin       | Mackenzie Bent / Garrett MacKeen    |
| 4           | Lee June-hyoung   | Maria Sotskova        | Kamilla Gainetdinova / Sergei Alexeev | Alla Loboda / Pavel Drozd           |
| 5           | Sota Yamamoto     | Yuka Nagai            | Daria Beklemisheva / Maxim Bobrov     | Madeline Edwards / Zhao Kai Pang    |
| 6           | Roman Sadovsky    | Miyu Nakashio         | Chelsea Liu / Brian Johnson           | Daria Morozova / Mikhail Zhirnov    |
| Substitutos |                   |                       |                                       |                                     |
| 1º          | Zhang He          | Karen Chen            | Anastasia Gubanova / Alexei Sintsov   | Rachel Parsons / Michael Parsons    |
| 2º          | Alexander Samarin | Elizabet Tursynbayeva | Renata Oganesian / Mark Bardei        | Lorraine McNamara / Quinn Carpenter |
| 3º          | Dmitri Aliev      | Rin Nitaya            | Ami Koga / Francis Boudreau Audet     | Brianna Delmaestro / Timothy Lum    |

## Resultados

### Sênior

#### Individual masculino
| Pos.              | Nome             | Nacionalidade | Pontos | PC        | PL         |
| ----------------- | ---------------- | ------------- | ------ | --------- | ---------- |
| Medalha de ouro   | Yuzuru Hanyu     | Japão         | 288.16 | 94.08 (1) | 194.08 (1) |
| Medalha de prata  | Javier Fernández | Espanha       | 253.90 | 79.18 (5) | 174.72 (2) |
| Medalha de bronze | Sergei Voronov   | Rússia        | 244.53 | 84.48 (4) | 160.05 (3) |
| 4                 | Maxim Kovtun     | Rússia        | 242.27 | 87.02 (3) | 155.25 (5) |
| 5                 | Takahito Mura    | Japão         | 235.37 | 78.35 (6) | 157.02 (4) |
| 6                 | Tatsuki Machida  | Japão         | 216.13 | 87.82 (2) | 128.31 (6) |

#### Individual feminino
| Pos.              | Nome                   | Nacionalidade  | Pontos | PC        | PL         |
| ----------------- | ---------------------- | -------------- | ------ | --------- | ---------- |
| Medalha de ouro   | Elizaveta Tuktamysheva | Rússia         | 203.58 | 67.52 (1) | 136.06 (1) |
| Medalha de prata  | Elena Radionova        | Rússia         | 198.74 | 63.89 (3) | 134.85 (2) |
| Medalha de bronze | Ashley Wagner          | Estados Unidos | 189.50 | 60.24 (6) | 129.26 (3) |
| 4                 | Anna Pogorilaya        | Rússia         | 180.29 | 61.34 (4) | 118.95 (4) |
| 5                 | Yulia Lipnitskaya      | Rússia         | 177.79 | 66.24 (2) | 111.55 (6) |
| 6                 | Rika Hongo             | Japão          | 176.13 | 61.10 (5) | 115.03 (5) |

#### Duplas
| Pos.              | Nome                              | Nacionalidade | Pontos | PC        | PL         |
| ----------------- | --------------------------------- | ------------- | ------ | --------- | ---------- |
| Medalha de ouro   | Meagan Duhamel / Eric Radford     | Canadá        | 220.72 | 74.50 (1) | 146.22 (1) |
| Medalha de prata  | Ksenia Stolbova / Fedor Klimov    | Rússia        | 213.72 | 72.33 (2) | 141.39 (2) |
| Medalha de bronze | Sui Wenjing / Han Cong            | China         | 194.31 | 66.66 (3) | 127.65 (5) |
| 4                 | Peng Cheng / Zhang Hao            | China         | 191.79 | 62.46 (5) | 129.33 (3) |
| 5                 | Yu Xiaoyu / Jin Yang              | China         | 187.79 | 62.71 (4) | 125.08 (6) |
| 6                 | Yuko Kavaguti / Alexander Smirnov | Rússia        | 184.54 | 55.97 (6) | 128.57 (4) |

#### Dança no gelo
| Pos.              | Nome                                    | Nacionalidade  | Pontos | PC        | PL         |
| ----------------- | --------------------------------------- | -------------- | ------ | --------- | ---------- |
| Medalha de ouro   | Kaitlyn Weaver / Andrew Poje            | Canadá         | 181.14 | 71.34 (1) | 109.80 (1) |
| Medalha de prata  | Madison Chock / Evan Bates              | Estados Unidos | 167.09 | 65.06 (2) | 102.03 (2) |
| Medalha de bronze | Gabriella Papadakis / Guillaume Cizeron | França         | 162.39 | 61.48 (5) | 100.91 (3) |
| 4                 | Maia Shibutani / Alex Shibutani         | Estados Unidos | 158.94 | 63.90 (3) | 95.04 (6)  |
| 5                 | Piper Gilles / Paul Poirier             | Canadá         | 158.16 | 62.49 (4) | 95.67 (5)  |
| 6                 | Elena Ilinykh / Ruslan Zhiganshin       | Rússia         | 156.46 | 60.25 (6) | 96.21 (4)  |

### Júnior

#### Individual masculino júnior
| Pos.              | Nome             | Nacionalidade | Pontos | PC        | PL         |
| ----------------- | ---------------- | ------------- | ------ | --------- | ---------- |
| Medalha de ouro   | Shoma Uno        | Japão         | 238.27 | 75.21 (3) | 163.06 (1) |
| Medalha de prata  | Sota Yamamoto    | Japão         | 213.12 | 76.14 (1) | 136.98 (3) |
| Medalha de bronze | Alexander Petrov | Rússia        | 207.14 | 70.07 (4) | 137.07 (2) |
| 4                 | Jin Boyang       | China         | 201.02 | 75.30 (2) | 125.72 (5) |
| 5                 | Roman Sadovsky   | Canadá        | 185.47 | 56.98 (6) | 128.49 (4) |
| 6                 | Lee June-hyoung  | Coreia do Sul | 180.39 | 57.42 (5) | 122.97 (6) |

#### Individual feminino júnior
| Pos.              | Nome                 | Nacionalidade | Pontos | PC        | PL         |
| ----------------- | -------------------- | ------------- | ------ | --------- | ---------- |
| Medalha de ouro   | Evgenia Medvedeva    | Rússia        | 190.89 | 67.09 (1) | 123.80 (1) |
| Medalha de prata  | Serafima Sakhanovich | Rússia        | 186.01 | 66.05 (2) | 119.96 (2) |
| Medalha de bronze | Wakaba Higuchi       | Japão         | 178.09 | 60.37 (5) | 117.72 (3) |
| 4                 | Maria Sotskova       | Rússia        | 175.99 | 62.28 (4) | 113.71 (4) |
| 5                 | Yuka Nagai           | Japão         | 172.34 | 62.99 (3) | 109.35 (5) |
| 6                 | Miyu Nakashio        | Japão         | 144.44 | 51.74 (6) | 92.70 (6)  |

#### Duplas júnior
| Pos.              | Nome                                  | Nacionalidade  | Pontos | PC        | PL         |
| ----------------- | ------------------------------------- | -------------- | ------ | --------- | ---------- |
| Medalha de ouro   | Julianne Séguin / Charlie Bilodeau    | Canadá         | 175.57 | 59.22 (1) | 116.35 (1) |
| Medalha de prata  | Lina Fedorova / Maxim Miroshkin       | Rússia         | 165.78 | 59.04 (2) | 106.74 (2) |
| Medalha de bronze | Maria Vigalova / Egor Zakroev         | Rússia         | 161.75 | 57.41 (3) | 104.34 (3) |
| 4                 | Daria Beklemisheva / Maxim Bobrov     | Rússia         | 131.57 | 48.61 (4) | 82.96 (6)  |
| 5                 | Kamilla Gainetdinova / Sergei Alexeev | Rússia         | 130.14 | 46.59 (5) | 83.55 (5)  |
| 6                 | Chelsea Liu / Brian Johnson           | Estados Unidos | 124.86 | 39.05 (6) | 85.81 (4)  |

#### Dança no gelo júnior
| Pos.              | Nome                             | Nacionalidade | Pontos | PC        | PL        |
| ----------------- | -------------------------------- | ------------- | ------ | --------- | --------- |
| Medalha de ouro   | Anna Yanovskaya / Sergey Mozgov  | Rússia        | 148.58 | 59.12 (1) | 89.46 (1) |
| Medalha de prata  | Alla Loboda / Pavel Drozd        | Rússia        | 136.31 | 53.72 (2) | 82.59 (2) |
| Medalha de bronze | Betina Popova / Yuri Vlasenko    | Rússia        | 131.88 | 50.52 (3) | 81.36 (3) |
| 4                 | Mackenzie Bent / Garrett MacKeen | Canadá        | 128.61 | 49.28 (4) | 79.33 (4) |
| 5                 | Madeline Edwards / Zhao Kai Pang | Canadá        | 122.39 | 47.60 (5) | 74.79 (5) |
| 6                 | Daria Morozova / Mikhail Zhirnov | Rússia        | 113.26 | 46.99 (6) | 66.27 (6) |

## Quadro de medalhas
Geral
| Ordem | País           | Medalha de ouro | Medalha de prata | Medalha de bronze |    | Ordem por total |
| ----- | -------------- | --------------- | ---------------- | ----------------- | -- | --------------- |
| 1     | Rússia         | 3               | 5                | 4                 | 12 | 1               |
| 2     | Canadá         | 3               |                  |                   | 3  | 3               |
| 3     | Japão          | 2               | 1                | 1                 | 4  | 2               |
| 4     | Estados Unidos |                 | 1                | 1                 | 2  | 4               |
| 5     | Espanha        |                 | 1                |                   | 1  | 5               |
| 6     | China          |                 |                  | 1                 | 1  | 5               |
| 6     | França         |                 |                  | 1                 | 1  | 5               |
| TOTAL | TOTAL          | 8               | 8                | 8                 | 24 | —               |

Sênior
| Ordem | País           | Medalha de ouro | Medalha de prata | Medalha de bronze |    | Ordem por total |
| ----- | -------------- | --------------- | ---------------- | ----------------- | -- | --------------- |
| 1     | Canadá         | 2               |                  |                   | 2  | 2               |
| 2     | Rússia         | 1               | 2                | 1                 | 4  | 1               |
| 3     | Japão          | 1               |                  |                   | 1  | 4               |
| 4     | Estados Unidos |                 | 1                | 1                 | 2  | 2               |
| 5     | Espanha        |                 | 1                |                   | 1  | 4               |
| 6     | China          |                 |                  | 1                 | 1  | 4               |
| 6     | França         |                 |                  | 1                 | 1  | 4               |
| TOTAL | TOTAL          | 4               | 4                | 4                 | 12 | —               |

Júnior
| Ordem | País   | Medalha de ouro | Medalha de prata | Medalha de bronze |    | Ordem por total |
| ----- | ------ | --------------- | ---------------- | ----------------- | -- | --------------- |
| 1     | Rússia | 2               | 3                | 3                 | 8  | 1               |
| 2     | Japão  | 1               | 1                | 1                 | 3  | 2               |
| 3     | Canadá | 1               |                  |                   | 1  | 3               |
| TOTAL | TOTAL  | 4               | 4                | 4                 | 12 | —               |